# Spinanapis darlingtoni
Espèce
Synonymes
- Pseudanapis darlingtoni Forster, 1959

Spinanapis darlingtoni est une espèce d'araignées aranéomorphes de la famille des Anapidae.

## Distribution
Cette espèce est endémique du Queensland en Australie. Elle se rencontre sur le mont Spurgeon.

## Description
Le mâle décrit par Platnick et Forster en 1989 mesure 1,30 mm et la femelle 1,31 mm.

## Étymologie
Cette espèce est nommée en l'honneur de Philip Jackson Darlington.

## Publication originale
- Forster, 1959 : The spiders of the family Symphytognathidae. Transactions of the Royal Society of New Zealand, vol. 86, p. 269-329 (texte intégral).